# Acteurs récompensés aux Oscars du cinéma
Cet article propose la liste d'acteurs récompensés aux Oscars du cinéma d'un prix d'interprétation.
Elle comprend les acteurs ayant remporté au moins une fois, l'une des deux catégories suivantes :
- Oscar du meilleur acteur dans un second rôle ;
- Oscar du meilleur acteur.

## Détails
| Année           | Cérémonie        | Second rôle masculin | Second rôle masculin                            | Premier rôle masculin  | Premier rôle masculin                          |
| --------------- | ---------------- | -------------------- | ----------------------------------------------- | ---------------------- | ---------------------------------------------- |
| 1929            | 1re cérémonie    | N'existe pas         | N'existe pas                                    | Emil Jannings          | Crépuscule de gloire & Quand la chair succombe |
| 1930 (avril)    | 2e cérémonie     | N'existe pas         | N'existe pas                                    | Warner Baxter          | In Old Arizona                                 |
| 1930 (novembre) | 3e cérémonie     | N'existe pas         | N'existe pas                                    | George Arliss          | Disraeli                                       |
| 1931            | 4e cérémonie     | N'existe pas         | N'existe pas                                    | Lionel Barrymore       | Âmes libres                                    |
| 1932            | 5e cérémonie     | N'existe pas         | N'existe pas                                    | Wallace Beery          | Le Champion                                    |
| 1932            | 5e cérémonie     | N'existe pas         | N'existe pas                                    | Fredric March (1)      | Docteur Jekyll et M. Hyde                      |
| 1933            | pas de cérémonie | pas de cérémonie     | pas de cérémonie                                | pas de cérémonie       | pas de cérémonie                               |
| 1934            | 6e cérémonie     | N'existe pas         | N'existe pas                                    | Charles Laughton       | La Vie privée d'Henry VIII                     |
| 1935            | 7e cérémonie     | N'existe pas         | N'existe pas                                    | Clark Gable            | New York-Miami                                 |
| 1936            | 8e cérémonie     | N'existe pas         | N'existe pas                                    | Victor McLaglen        | Le Mouchard                                    |
| 1937            | 9e cérémonie     | Walter Brennan (1)   | Le Vandale                                      | Paul Muni              | La Vie de Louis Pasteur                        |
| 1938            | 10e cérémonie    | Joseph Schildkraut   | La Vie d'Émile Zola                             | Spencer Tracy (1)      | Capitaines courageux                           |
| 1939            | 11e cérémonie    | Walter Brennan (2)   | Kentucky                                        | Spencer Tracy (2)      | Des hommes sont nés                            |
| 1940            | 12e cérémonie    | Thomas Mitchell      | La Chevauchée fantastique                       | Robert Donat           | Au revoir Mr. Chips                            |
| 1941            | 13e cérémonie    | Walter Brennan (3)   | Le Cavalier du désert                           | James Stewart          | Indiscrétions                                  |
| 1942            | 14e cérémonie    | Donald Crisp         | Qu'elle était verte ma vallée                   | Gary Cooper (1)        | Sergent York                                   |
| 1943            | 15e cérémonie    | Van Heflin           | Johnny, roi des gangsters                       | James Cagney           | La Glorieuse Parade                            |
| 1944            | 16e cérémonie    | Charles Coburn       | Plus on est de fous                             | Paul Lukas             | Quand le jour viendra                          |
| 1945            | 17e cérémonie    | Barry Fitzgerald     | La Route semée d'étoiles                        | Bing Crosby            | La Route semée d'étoiles                       |
| 1946            | 18e cérémonie    | James Dunn           | Le Lys de Brooklyn                              | Ray Milland            | Le Poison                                      |
| 1947            | 19e cérémonie    | Harold Russell       | Les Plus Belles Années de notre vie             | Fredric March (2)      | Les Plus Belles Années de notre vie            |
| 1948            | 20e cérémonie    | Edmund Gwenn         | Miracle sur la 34e rue                          | Ronald Colman          | Othello                                        |
| 1949            | 21e cérémonie    | Walter Huston        | Le Trésor de la Sierra Madre                    | Laurence Olivier       | Hamlet                                         |
| 1950            | 22e cérémonie    | Dean Jagger          | Un homme de fer                                 | Broderick Crawford     | Les Fous du roi                                |
| 1951            | 23e cérémonie    | George Sanders       | Ève                                             | José Ferrer            | Cyrano de Bergerac                             |
| 1952            | 24e cérémonie    | Karl Malden          | Un tramway nommé Désir                          | Humphrey Bogart        | L'Odyssée de l'African Queen                   |
| 1953            | 25e cérémonie    | Anthony Quinn (1)    | Viva Zapata !                                   | Gary Cooper (2)        | Le train sifflera trois fois                   |
| 1954            | 26e cérémonie    | Frank Sinatra        | Tant qu'il y aura des hommes                    | William Holden         | Stalag 17                                      |
| 1955            | 27e cérémonie    | Edmond O'Brien       | La Comtesse aux pieds nus                       | Marlon Brando (1)      | Sur les quais                                  |
| 1956            | 28e cérémonie    | Jack Lemmon          | Permission jusqu'à l'aube                       | Ernest Borgnine        | Marty                                          |
| 1957            | 29e cérémonie    | Anthony Quinn (2)    | La Vie passionnée de Vincent Van Gogh           | Yul Brynner            | Le Roi et moi                                  |
| 1958            | 30e cérémonie    | Red Buttons          | Sayonara                                        | Alec Guinness          | Le Pont de la rivière Kwai                     |
| 1959            | 31e cérémonie    | Burl Ives            | Les Grands Espaces                              | David Niven            | Tables séparées                                |
| 1960            | 32e cérémonie    | Hugh Griffith        | Ben-Hur                                         | Charlton Heston        | Ben-Hur                                        |
| 1961            | 33e cérémonie    | Peter Ustinov (1)    | Spartacus                                       | Burt Lancaster         | Elmer Gantry le charlatan                      |
| 1962            | 34e cérémonie    | George Chakiris      | West Side Story                                 | Maximilian Schell      | Jugement à Nuremberg                           |
| 1963            | 35e cérémonie    | Ed Begley            | Doux Oiseau de jeunesse                         | Gregory Peck           | Du silence et des ombres                       |
| 1964            | 36e cérémonie    | Melvyn Douglas (1)   | Le Plus Sauvage d'entre tous                    | Sidney Poitier         | Le Lys des champs                              |
| 1965            | 37e cérémonie    | Peter Ustinov (2)    | Topkapi                                         | Rex Harrison           | My Fair Lady                                   |
| 1966            | 38e cérémonie    | Martin Balsam        | Des clowns par milliers                         | Lee Marvin             | Cat Ballou                                     |
| 1967            | 39e cérémonie    | Walter Matthau       | La Grande Combine                               | Paul Scofield          | Un homme pour l'éternité                       |
| 1968            | 40e cérémonie    | George Kennedy       | Luke la main froide                             | Rod Steiger            | Dans la chaleur de la nuit                     |
| 1969            | 41e cérémonie    | Jack Albertson       | Trois Étrangers                                 | Cliff Robertson        | Charly                                         |
| 1970            | 42e cérémonie    | Gig Young            | On achève bien les chevaux                      | John Wayne             | Cent Dollars pour un shérif                    |
| 1971            | 43e cérémonie    | John Mills           | La Fille de Ryan                                | George C. Scott        | Patton                                         |
| 1972            | 44e cérémonie    | Ben Johnson          | La Dernière Séance                              | Gene Hackman           | French Connection                              |
| 1973            | 45e cérémonie    | Joel Grey            | Cabaret                                         | Marlon Brando (2)      | Le Parrain                                     |
| 1974            | 46e cérémonie    | John Houseman        | La Chasse aux diplômes                          | Jack Lemmon            | Sauvez le tigre                                |
| 1975            | 47e cérémonie    | Robert De Niro       | Le Parrain 2                                    | Art Carney             | Harry et Tonto                                 |
| 1976            | 48e cérémonie    | George Burns         | Ennemis comme avant                             | Jack Nicholson (1)     | Vol au-dessus d'un nid de coucou               |
| 1977            | 49e cérémonie    | Jason Robards (1)    | Les Hommes du président                         | Peter Finch            | Network : Main basse sur la télévision         |
| 1978            | 50e cérémonie    | Jason Robards (2)    | Julia                                           | Richard Dreyfuss       | Adieu, je reste                                |
| 1979            | 51e cérémonie    | Christopher Walken   | Voyage au bout de l'enfer                       | Jon Voight             | Le Retour                                      |
| 1980            | 52e cérémonie    | Melvyn Douglas (2)   | Bienvenue, mister Chance                        | Dustin Hoffman (1)     | Kramer contre Kramer                           |
| 1981            | 53e cérémonie    | Timothy Hutton       | Des gens comme les autres                       | Robert De Niro         | Raging Bull                                    |
| 1982            | 54e cérémonie    | John Gielgud         | Arthur                                          | Henry Fonda            | La Maison du lac                               |
| 1983            | 55e cérémonie    | Louis Gossett Jr.    | Officier et Gentleman                           | Ben Kingsley           | Gandhi                                         |
| 1984            | 56e cérémonie    | Jack Nicholson       | Tendres Passions                                | Robert Duvall          | Tendre Bonheur                                 |
| 1985            | 57e cérémonie    | Haing S. Ngor        | La Déchirure                                    | F. Murray Abraham      | Amadeus                                        |
| 1986            | 58e cérémonie    | Don Ameche           | Cocoon                                          | William Hurt           | Le Baiser de la femme araignée                 |
| 1987            | 59e cérémonie    | Michael Caine (1)    | Hannah et ses sœurs                             | Paul Newman            | La Couleur de l'argent                         |
| 1988            | 60e cérémonie    | Sean Connery         | Les Incorruptibles                              | Michael Douglas        | Wall Street                                    |
| 1989            | 61e cérémonie    | Kevin Kline          | Un poisson nommé Wanda                          | Dustin Hoffman (2)     | Rain Man                                       |
| 1990            | 62e cérémonie    | Denzel Washington    | Glory                                           | Daniel Day-Lewis (1)   | My Left Foot                                   |
| 1991            | 63e cérémonie    | Joe Pesci            | Les Affranchis                                  | Jeremy Irons           | Le Mystère von Bülow                           |
| 1992            | 64e cérémonie    | Jack Palance         | La Vie, l'Amour, les Vaches                     | Anthony Hopkins (1)    | Le Silence des agneaux                         |
| 1993            | 65e cérémonie    | Gene Hackman         | Impitoyable                                     | Al Pacino              | Le Temps d'un week-end                         |
| 1994            | 66e cérémonie    | Tommy Lee Jones      | Le Fugitif                                      | Tom Hanks (1)          | Philadelphia                                   |
| 1995            | 67e cérémonie    | Martin Landau        | Ed Wood                                         | Tom Hanks (2)          | Forrest Gump                                   |
| 1996            | 68e cérémonie    | Kevin Spacey         | Usual Suspects                                  | Nicolas Cage           | Leaving Las Vegas                              |
| 1997            | 69e cérémonie    | Cuba Gooding Jr.     | Jerry Maguire                                   | Geoffrey Rush          | Shine                                          |
| 1998            | 70e cérémonie    | Robin Williams       | Will Hunting                                    | Jack Nicholson (2)     | Pour le pire et pour le meilleur               |
| 1999            | 71e cérémonie    | James Coburn         | Affliction                                      | Roberto Benigni        | La vie est belle                               |
| 2000            | 72e cérémonie    | Michael Caine (2)    | L'Œuvre de Dieu, la part du Diable              | Kevin Spacey           | American Beauty                                |
| 2001            | 73e cérémonie    | Benicio del Toro     | Traffic                                         | Russell Crowe          | Gladiator                                      |
| 2002            | 74e cérémonie    | Jim Broadbent        | Iris                                            | Denzel Washington      | Training Day                                   |
| 2003            | 75e cérémonie    | Chris Cooper         | Adaptation                                      | Adrien Brody (1)       | Le Pianiste                                    |
| 2004            | 76e cérémonie    | Tim Robbins          | Mystic River                                    | Sean Penn (1)          | Mystic River                                   |
| 2005            | 77e cérémonie    | Morgan Freeman       | Million Dollar Baby                             | Jamie Foxx             | Ray                                            |
| 2006            | 78e cérémonie    | George Clooney       | Syriana                                         | Philip Seymour Hoffman | Truman Capote                                  |
| 2007            | 79e cérémonie    | Alan Arkin           | Little Miss Sunshine                            | Forest Whitaker        | Le Dernier Roi d'Écosse                        |
| 2008            | 80e cérémonie    | Javier Bardem        | No Country for Old Men                          | Daniel Day-Lewis (2)   | There Will Be Blood                            |
| 2009            | 81e cérémonie    | Heath Ledger         | The Dark Knight : Le Chevalier noir             | Sean Penn (2)          | Harvey Milk                                    |
| 2010            | 82e cérémonie    | Christoph Waltz (1)  | Inglourious Basterds                            | Jeff Bridges           | Crazy Heart                                    |
| 2011            | 83e cérémonie    | Christian Bale       | Fighter                                         | Colin Firth            | Le Discours d'un roi                           |
| 2012            | 84e cérémonie    | Christopher Plummer  | Beginners                                       | Jean Dujardin          | The Artist                                     |
| 2013            | 85e cérémonie    | Christoph Waltz (2)  | Django Unchained                                | Daniel Day-Lewis (3)   | Lincoln                                        |
| 2014            | 86e cérémonie    | Jared Leto           | Dallas Buyers Club                              | Matthew McConaughey    | Dallas Buyers Club                             |
| 2015            | 87e cérémonie    | J. K. Simmons        | Whiplash                                        | Eddie Redmayne         | Une merveilleuse histoire du temps             |
| 2016            | 88e cérémonie    | Mark Rylance         | Le Pont des espions                             | Leonardo DiCaprio      | The Revenant                                   |
| 2017            | 89e cérémonie    | Mahershala Ali (1)   | Moonlight                                       | Casey Affleck          | Manchester by the Sea                          |
| 2018            | 90e cérémonie    | Sam Rockwell         | Three Billboards : Les Panneaux de la vengeance | Gary Oldman            | Les Heures sombres                             |
| 2019            | 91e cérémonie    | Mahershala Ali (2)   | Green Book : Sur les routes du Sud              | Rami Malek             | Bohemian Rhapsody                              |
| 2020            | 92e cérémonie    | Brad Pitt            | Once Upon a Time… in Hollywood                  | Joaquin Phoenix        | Joker                                          |
| 2021            | 93e cérémonie    | Daniel Kaluuya       | Judas and the Black Messiah                     | Anthony Hopkins (2)    | The Father                                     |
| 2022            | 94e cérémonie    | Troy Kotsur          | Coda                                            | Will Smith             | La Méthode Williams                            |
| 2023            | 95e cérémonie    | Ke Huy Quan          | Everything Everywhere All at Once               | Brendan Fraser         | The Whale                                      |
| 2024            | 96e cérémonie    | Robert Downey Jr.    | Oppenheimer                                     | Cillian Murphy         | Oppenheimer                                    |
| 2025            | 97e cérémonie    | Kieran Culkin        | A Real Pain                                     | Adrien Brody (2)       | The Brutalist                                  |

## Acteurs récompensés plusieurs fois
| Acteur            | Second rôle masculin                                                     | Premier rôle masculin                                                               | Nbr |
| ----------------- | ------------------------------------------------------------------------ | ----------------------------------------------------------------------------------- | --- |
| Mahershala Ali    | 2 Moonlight (2017) ; Green Book : Sur les routes du Sud (2019)           | -                                                                                   | 2   |
| Marlon Brando     | -                                                                        | 2 Sur les quais (1955) ; Le Parrain (1973)                                          | 2   |
| Walter Brennan    | 3 Le Vandale (1937) ; Kentucky (1939) ; Le Cavalier du désert (1941)     | -                                                                                   | 3   |
| Adrien Brody      | -                                                                        | 2 Le Pianiste (2003) ; The Brutalist (2025)                                         | 2   |
| Michael Caine     | 2 Hannah et ses sœurs (1987) ; L'Œuvre de Dieu, la Part du Diable (2000) | -                                                                                   | 2   |
| Gary Cooper       | -                                                                        | 2 Sergent York (1942) ; Le train sifflera trois fois (1953)                         | 2   |
| Daniel Day-Lewis  | -                                                                        | 3 My Left Foot (1990) ; There Will Be Blood (2008) ; Lincoln (2013)                 | 3   |
| Robert De Niro    | 1 Le Parrain 2 (1975)                                                    | 1 Raging Bull (1981)                                                                | 2   |
| Melvyn Douglas    | 2 Le Plus Sauvage d'entre tous (1964) ; Bienvenue, mister Chance (1980)  | -                                                                                   | 2   |
| Gene Hackman      | 1 Impitoyable (1993)                                                     | 1 French Connection (1972)                                                          | 2   |
| Tom Hanks         | -                                                                        | 2 Philadelphia (1994) ; Forrest Gump (1995)                                         | 2   |
| Dustin Hoffman    | -                                                                        | 2 Kramer contre Kramer (1980) ; Rain Man (1989)                                     | 2   |
| Anthony Hopkins   | -                                                                        | 2 Le Silence des agneaux (1992) ; The Father (2021)                                 | 2   |
| Jack Lemmon       | 1 Permission jusqu'à l'aube (1956)                                       | 1 Sauvez le tigre (1974)                                                            | 2   |
| Fredric March     | -                                                                        | 2 Docteur Jekyll et M. Hyde (1932) ; Les Plus Belles Années de notre vie (1947)     | 2   |
| Jack Nicholson    | 1 Tendres Passions (1984)                                                | 2 Vol au-dessus d'un nid de coucou (1976) ; Pour le pire et pour le meilleur (1998) | 3   |
| Sean Penn         | -                                                                        | 2 Mystic River (2004) ; Harvey Milk (2009)                                          | 2   |
| Anthony Quinn     | 2 Viva Zapata ! (1953) ; La Vie passionnée de Vincent van Gogh (1957)    | -                                                                                   | 2   |
| Jason Robards     | 2 Les Hommes du président (1977) ; Julia (1978)                          | -                                                                                   | 2   |
| Kevin Spacey      | 1 Usual Suspects (1996)                                                  | 1 American Beauty (2000)                                                            | 2   |
| Spencer Tracy     | -                                                                        | 2 Capitaines courageux (1938) ; Des hommes sont nés (1939)                          | 2   |
| Peter Ustinov     | 2 Spartacus (1961) ; Topkapi (1965)                                      | -                                                                                   | 2   |
| Christoph Waltz   | 2 Inglourious Basterds (2010) ; Django Unchained (2013)                  | -                                                                                   | 2   |
| Denzel Washington | 1 Glory (1990)                                                           | 1 Training Day (2002)                                                               | 2   |

## Films avec les deux récompenses d'acteurs
| Année | Cérémonie     | Film                                | Second rôle masculin | Premier rôle masculin |
| ----- | ------------- | ----------------------------------- | -------------------- | --------------------- |
| 1945  | 17e cérémonie | La Route semée d'étoiles            | Barry Fitzgerald     | Bing Crosby           |
| 1947  | 19e cérémonie | Les Plus Belles Années de notre vie | Harold Russell       | Fredric March         |
| 1960  | 32e cérémonie | Ben-Hur                             | Hugh Griffith        | Charlton Heston       |
| 2004  | 76e cérémonie | Mystic River                        | Tim Robbins          | Sean Penn             |
| 2014  | 86e cérémonie | Dallas Buyers Club                  | Jared Leto           | Matthew McConaughey   |
| 2024  | 96e cérémonie | Oppenheimer                         | Robert Downey Jr.    | Cillian Murphy        |